# آدم دزدی (فیلم ۱۹۷۱)
آدم دزدی (انگلیسی: Kidnapped) فیلمی بریتانیایی در سبک ماجراجویی به کارگردانی دلبرت من است که در سال ۱۹۷۱ منتشر شد.

## بازیگران
- مایکل کین
- تروور هاوارد
- جک هاوکینز
- دونالد پلیسنس
- گوردون جکسون
- فردی جونز
- لارنس داگلاس
- جک واتسون